# Einhard Bezzel

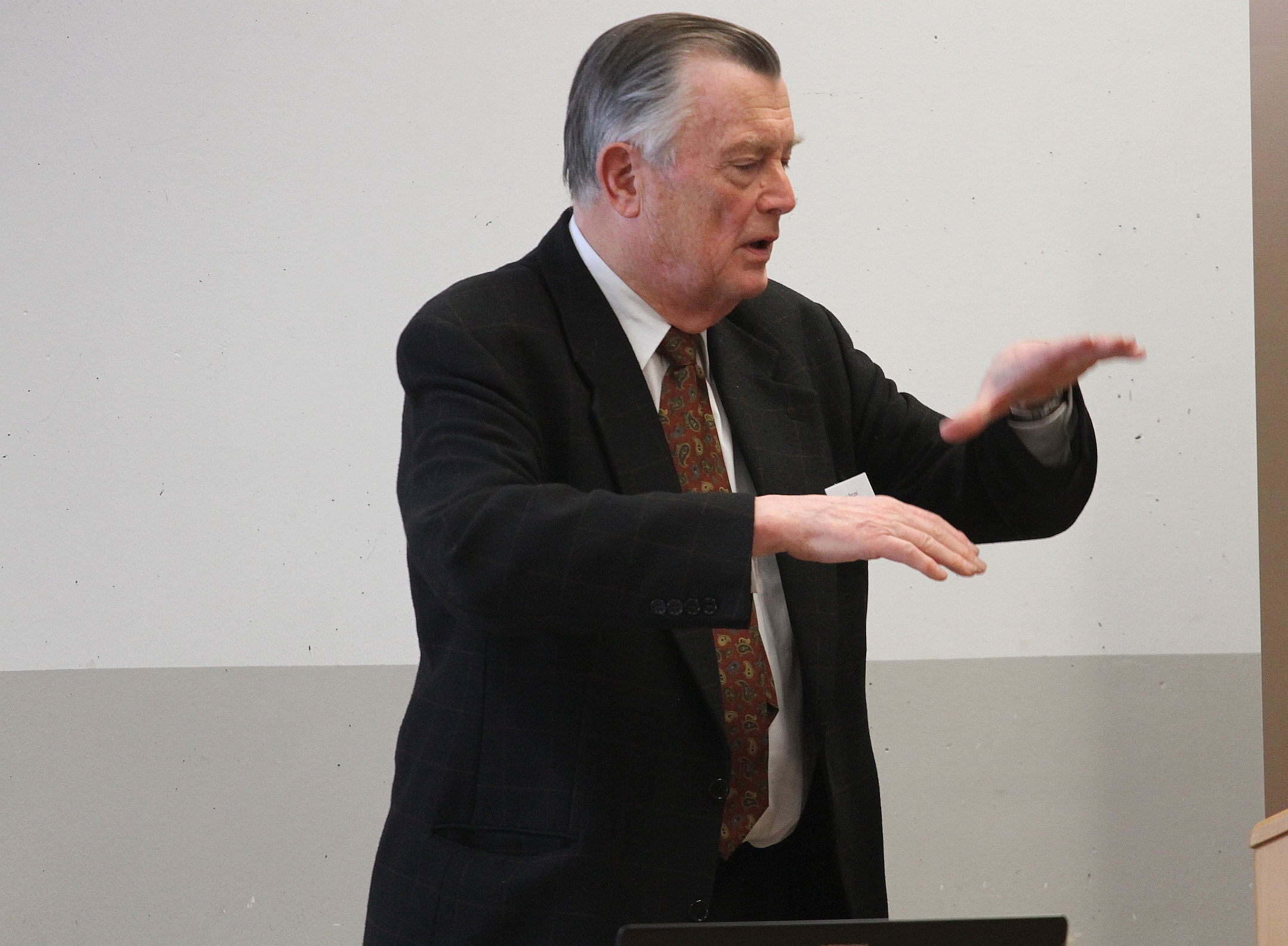
Einhard Bezzel (März 2018)

Einhard Bezzel (* 26. August 1934 in Illertissen; † 16. Mai 2022 in Garmisch-Partenkirchen) war ein deutscher Ornithologe, Autor und Tierfotograf.

## Biografie
Bezzel war Lehrer und unterrichtete von 1959 bis 1965 an einem Gymnasium die Fächer Biologie, Chemie, Geografie und Sozialkunde. 1966 zog er nach Garmisch-Partenkirchen und übernahm die Leitung der Staatlichen Vogelschutzwarte. Er behielt diese Funktion bis zu seiner Pensionierung 1999. 1970 gehörte er zu den Mitbegründern des Dachverbandes Deutscher Avifaunisten (DDA), der den Zweck verfolgt, Feldornithologie und Avifaunistik auf wissenschaftlicher Grundlage zu fördern. 
Von 1971 bis 1997 war Bezzel Redakteur des Journals für Ornithologie der Deutschen Ornithologen-Gesellschaft. Von 1996 bis 2007 war er Chefredakteur der Zeitschrift Der Falke. Darüber hinaus war er Generalsekretär der Ornithologischen Gesellschaft in Bayern und Vorstandsmitglied des Landesbundes für Vogelschutz. 1997 war Einhard Bezzel Vizepräsident der Deutschen Ornithologen-Gesellschaft. Bis zu seinem Tod war er Ehrenmitglied dieser Gesellschaft. 
Bezzel schrieb über 500 Fachartikel und viele Bücher über Vögel.
Er war der Vater des Schauspielers Sebastian Bezzel.

## Schriften (Auswahl)
- Verhaltensforschung : Das Verhalten der Tiere, 1967
- Die Tafelente (Aythya ferina), 1969
- Vogelparadiese in Bayern, 1970
- Verstummen die Vögel?, 1973
- Belauschte Vogelwelt, 1973
- Vogelleben – Spiegel unserer Umwelt, 1975
- Ornithologie, 1977
- Vögel Mittel- und Nordeuropas: 341 Arten in über 800 farb. Abb., 323 Verbreitungskarten, 1978
- Mein Hobby: Vögel beobachten, 1982
- Vögel in der Kulturlandschaft, 1982
- Singvögel erkennen und bestimmen - Singvögel in Feld, Wald und Garten nach 72 Farbfotos sicher erkennen, 1983
- Kompendium der Vögel Mitteleuropas. Nonpasseriformes · Nichtsingvögel, 1985
- Wir tun was für Greifvögel und Eulen, 1986
- Vögel beobachten. Praktische Tips, Vogelschutz, Nisthilfen, Fotografie, 1986
- Wir informieren uns: Verfehlter Artenschutz. Wie wir Wildtieren schaden, 1987
- Kompendium der Vögel Mitteleuropas. Passeres · Singvögel, 1993
- Paschas, Paare, Partnerschaften. Strategien der Geschlechter im Tierreich, 1993
- Vögel: Treffsicher bestimmen mit dem 3er-Check, 2001
- Vogelfedern, 2003
- Vögel im Jahreslauf. Was Sie wann und wo beobachten können, 2007
- Vögel, 2016
- Vögel nach Farben bestimmen, 2018
- 55 Irrtümer über Vögel, 2018
- Das BLV Handbuch Vögel. Alle Brutvögel Mitteleuropas, 2019
- Vögel: Was Sie schon immer fragen wollten, 2020

Als Mitautor:
- Praktische Vogelkunde, 1974, Zusammen mit Gerhard Thielcke.
- Ornithologie, 1990, Zusammen mit Roland Prinzinger.
- Taschenbuch für Vogelschutz, 2001, Zusammen mit Klaus Richarz & Martin Hormann.
- Die BLV Enzyklopädie Vögel der Welt, 2004, Zusammen mit Christopher M. Perrins.
- Das Kompendium der Vögel Mitteleuropas. Alles über Biologie, Gefährdung und Schutz Band 1: Nonpasseriformes - Nichtsperlingsvögel, 2. Auflage 2005, Zusammen mit Hans-Günther Bauer &  Wolfgang Fiedler.
- Das Kompendium der Vögel Mitteleuropas. Alles über Biologie, Gefährdung und Schutz Band 2: Passeriformes - Sperlingsvögel, 2. Auflage 2005, Zusammen mit Hans-Günther Bauer &  Wolfgang Fiedler.
- Das Kompendium der Vögel Mitteleuropas. Alles über Biologie, Gefährdung und Schutz Band 3: Literatur und Anhang, 2. Auflage 2005, Zusammen mit Hans-Günther Bauer &  Wolfgang Fiedler.
- Die Vögel der Erde – Arten, Unterarten, Verbreitung und deutsche Namen. 3. Auflage. Vogelwarte 60, 2022